# Saumur
Saumur este un oraș în Franța sub-prefectură a departamentului Maine-et-Loire în regiunea Pays de la Loire.

## Geografie
Saumur cuprinde cinci comune asociate: Saumur-ville, Bagneux, Dampierre-sur-Loire, Saint-Hilaire - Saint-Florent, Saint-Lambert des Levées.
Orașul Saumur numără șase poduri importante:
- pe Loara: un pod feroviar, podurile Cessart si Cadets de Saumur, podul de la Cadre Noir.
- pe Thouet: cele două poduri Fouchard și Écluse.

Orașe apropiate: Thouars (Deux-Sèvres), Loudun (Vienne), Angers și Baugé (Maine-et-Loire), Chinon , Tours (Indre-et-Loire) și Vivy (Maine-et-Loire).

## Turism
Considerată o a doua capitală a istoricei provincii Anjou, localitatea Saumur se poate lăuda cu câteva obiecte turistice de mare valoare. Centrul istoric al orașului este o carte de povești, întretăiată de străzi înguste, pietruite pe care se înșiră case pe jumătate de lemn formând un adevărat muzeu în aer liber.
- Impozantul castel medieval Saumur
- Școala Națională de Echitație (franceză École Nationale d’Équitation)
- Muzeul Vehiculelor Blindate (franceză Musée des Blindés) prezintă cea mai mare colecție din lume de tancuri, vehicule și piese de artilerie (peste 150), provenind din 15 țări. Vizitatorilor li se oferă programe video cu aceeași tematică, din istoria războaielor care au însangerat secolul XX.
- Muzeul Școlii de Cavalerie (franceză Musée Barbet de Vaux) are ca tematică istoria acestei valoroase școli și faptele de arme ale cavaleriei franceze. Sunt expuse statuete de porțelan de Sèvres și de Saxa care înfățișează evoluția uniformelor cavaleriei,armament de epocă etc...
- Muzeul Ciupercilor (franceză Musée du Champignon). Unic în lume, muzeul a fost creat în anul 1978, având până acum în jur de 2 milioane de vizitatori. Produce ciuperci de calitate în jurul a 10 tone pe an. Împreună cu castelul este cel mai vizitat loc din Saumur.
- Primaria orașului (franceză Hôtel de Ville) are o alură falnică, datând de la începutul secolului al XVI-lea, acesta mărindu-se în secolul al XIX-lea. La origine el a făcut parte din întăriturile orașului de unde și alura sa medievală.
- Casa Regelui (franceză Maison des Rois), numită și Casa ducilor de Anjou, această locuință seniorială este locul de odihnă tradițional al suveranilor, când erau în vizită în oraș. Dintre cei care au locuit aici în afara lui Carol al VII-lea sunt: Henric al iV-lea, Maria de Medici, Ludovic al XIII-lea, Henriette a Franței, regina a Angliei, Ana de Austria, Mazarin și Ludovic al XIV-lea. După anul 1652, nici un suveran nu a mai frecventat Casa Regelui.
- Casa Reginei de Sicilia (franceză Maison de la Reine de Sicile), numită și Palais de l'Isle d'Or, este un conac construit în prima jumătate a secolului al XV-lea de către André Lévesque pentru regele René I de Anjou. A fost reamenajat de către văduva lui Ludovic al II-lea de Anjou ce purta titlul de "Regina de Sicilia", Yolande de Aragon, care a și murit aici în anul 1442.
- Capela Notre-Dame des Ardilliers (franceză Chapelle Notre-Dame des Ardilliers), a fost construită în secolul al XVII-lea, cu sprijinul particular al lui Richelieu pentru a ușura implantarea oratoriilor în oraș în scopul de a contrabalansa influența protestantă.
- Biserica Saint-Pierre (franceză L'église Saint-Pierre), păstrează porțiuni (corul și naosul) ce datează din secolul al XII-lea fațada fiind reconstruită în a doua jumatate a secolului al XVII-lea.Biserica este înconjurată de case vechi.
- Castele : Castelul Vieux Bagneux ,Castelul Morains, Castelul Bouvet-Ladubay, Castelul Briacé, Castelul Motte de Boumois sau Motte-Baracé, Castelul Marains.
- Hoteluri: Hotelul Jamet, Hotelul Louvet-Mayaud, Hotelul Commandement, Hotelul Blancher, Hotelul Belvédère, Hotelul Anne d'Anjou.
- Conace : Oratoire de Chaintré, Fourneux, Chapeau, Fleuret, Grandes Enverries, Grange Bourreau, Motte d'Aubigny.
- Case : Notre-Dame des Ardilliers, Fontaine, Anges.
- Biserici : Visitation, Saint-Lambert-des-Levées, Saint-Hilaire, Dampierre-sur-Loire, Notre-Dame-de-Nantilly, Notre-Dame-des-Ardilliers, Saint-Nicolas.

## Demografie
| 1901 | 1906 | 1911 | 1921 | 1926 | 1931 | 1936   | 1946 | 1954   |
| ---- | ---- | ---- | ---- | ---- | ---- | ------ | ---- | ------ |
| -    | -    | -    | -    | -    | -    | 24 442 | -    | 26 494 |

| 1962                                                          | 1968   | 1975   | 1982   | 1990   | 1999   | - | - | - |
| ------------------------------------------------------------- | ------ | ------ | ------ | ------ | ------ | - | - | - |
| 30 376                                                        | 31 629 | 32 515 | 32 149 | 30 131 | 29 857 | - | - | - |
| Număr reținut începănd cu 1962: Populaţia fără numărări duble |        |        |        |        |        |   |   |   |

## Personalități născute aici
- Coco Chanel (1883 - 1971), creatoare de modă;
- Fanny Ardant (n. 1949), actriță.

## Orașe înfrățite
- Verden (Germania)
- Warwick (Marea Britanie)
- Havelberg (Germania)
- Asheville (Statele Unite ale Americii)
- Rușețu (România)